# 茎突舌筋
茎突舌筋（けいとつぜっきん）は舌筋の一つ。側頭骨茎状突起からの三つの筋肉の中で最も短く小さい筋肉である。茎状突起の前面および側面より起こり、先端付近を通り、茎突下顎靱帯から出る。下前方に進み、内頸動脈と外頸動脈の間を通り、舌の側面を舌背部の表層近くでわけ、舌骨舌筋の前面で下縦舌筋の繊維と合し、また、斜めに舌骨舌筋と重なり、繊維がX字型になる。

## 神経支配
迷走神経に支配される口蓋舌筋以外の他のすべての舌筋同様に舌下神経支配である。

## 動作
舌の側面を上に引くことで、嚥下のために凹を作る。また、舌をひっこめる動きを助ける。

## 追加画像

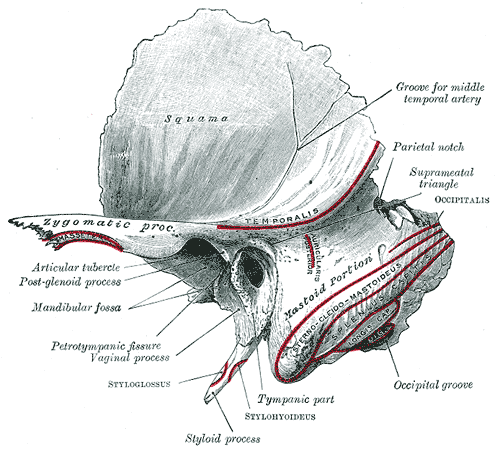
Left temporal bone. Outer surface.
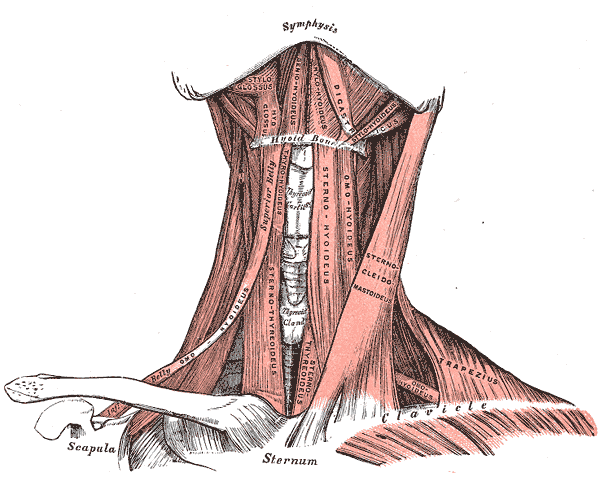
Muscles of the neck. Anterior view.
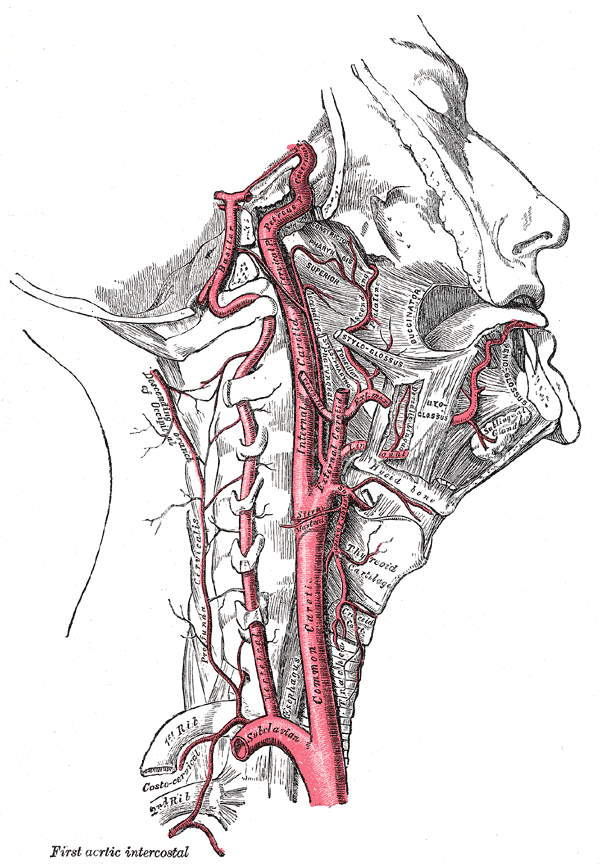
The internal carotid and vertebral arteries. Right side.
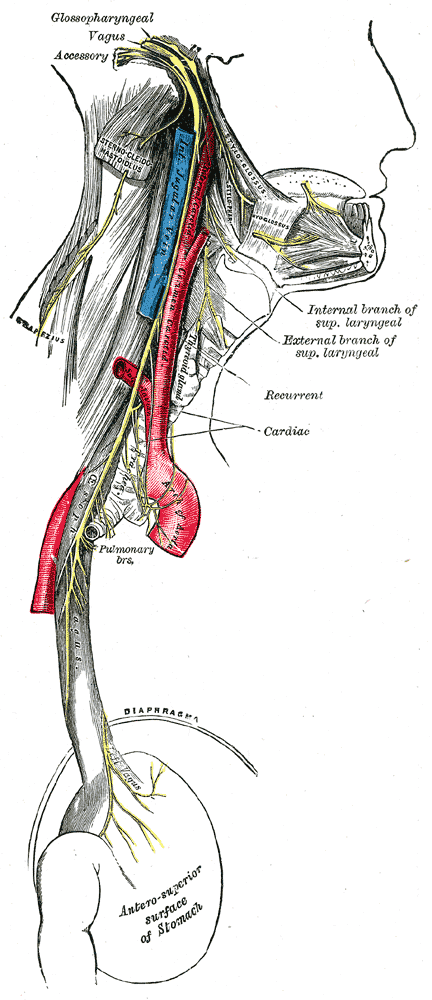
Course and distribution of the glossopharyngeal, vagus, and accessory nerves.
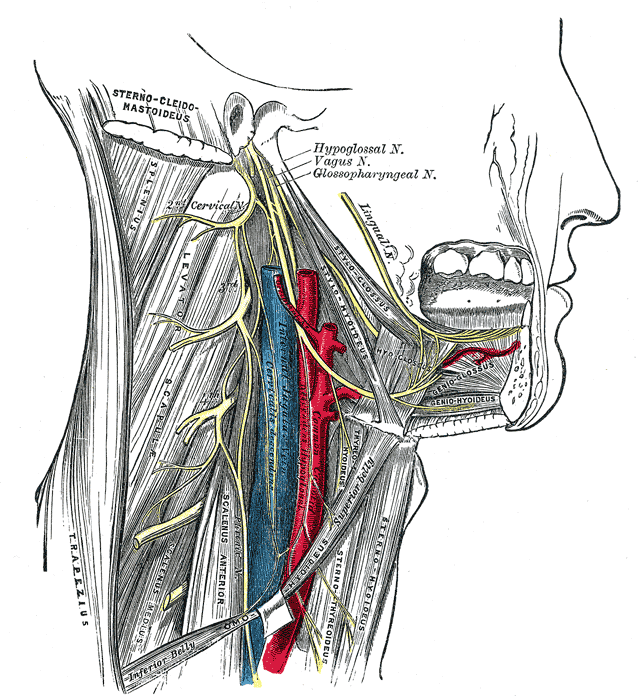
Hypoglossal nerve, cervical plexus, and their branches.